# The Dead Krazukies
The Dead Krazukies sind eine französische Punk-Band.

## Geschichte
The Dead Krazukies formierten sich 2010 in Hossegor, einer südfranzösischen Gemeinde an der Atlantikküste. Ursprünglich als Punk-Coverband gegründet, veröffentlichte die Band um Sängerin Maider 2014 ihr erstes Demo, auf das 2016 das erste Mini-Album The Northern Belle folgte. Nach zahlreichen Konzerten und Festivals wie dem Xtreme Fest traten The Dead Krazukies 2019 beim Punk in Drublic 2019 in Angoulême auf. Während der Pandemie veröffentlichte die Band ihr zweites Album Icarus über SoundSpeed Records (USA), SBÄM Records (Europa) und Punk&Disorderly (Kanada), 2023 das dritte Album From the Underworld.

## Stil
The Dead Krazukies spielen melodischen Punk mit Anlehnungen an die Surf- und Skate-Kultur der 1990er Jahre. Stilistisch werden sie mit Bands wie Pennywise, Rise Against oder Anti-Flag verglichen, wobei auch Einflüsse von Old-School-Metal-Bands bestehen.

## Diskografie
- 2016: The Northern Belle
- 2020: Every Second… (Album, SBÄM Records / SoundSpeed Records / Punk&Disorderly)
- 2023: From the Underworld (Album, SBÄM Records / Kicking Records)